# Bzipi
La Bzipi (en abkhaze : Бзыԥ ; en géorgien : ბზიფი; en russe : Бзыбь, Бзып) est une rivière d'Abkhazie.

## Description
De 110 km de longueur, elle prend sa source dans le Caucase de l'Ouest à 2 300 m d'altitude et rejoint d'autres eaux aux versants sud du Caucase principal, puis traverse les gorges de Guega entre deux hauts versants avant de se jeter dans la mer Noire en deux bras à hauteur du village de Bzipi au nord de Pitsounda. 
Son bassin est de 1 510 km² et son débit moyen de 97 m3/s.
Sa flore a été étudiée par Nikolaï Albov à la fin du XIXe siècle.